# Nur al-Maliki
Nur Husajn al-Maliki, Noor Hussain Al-Malki (ur. 21 października 1994 w Dosze) – katarska lekkoatletka, sprinterka.
Brązowa medalistka igrzysk panarabskich w sztafecie 4 x 100 metrów (2011).
Podczas igrzysk olimpijskich w Londynie (2012) nie ukończyła biegu eliminacyjnego na 100 metrów.

## Rekordy życiowe
- Bieg na 100 metrów – 12,61 (7 lipca 2012, Zgorzelec) rekord Kataru[2]